# Smith Clawsen
Smith Clawsen war ein US-amerikanischer Hersteller von Automobilen.

## Unternehmensgeschichte
Smith Clawsen gründete Anfang 1903 das Unternehmen, das seinen Namen trug, in Lansing in Michigan. Er begann mit der Produktion von Automobilen. Der Markenname lautete Clawsen. Im gleichen Jahr endete die Produktion. Insgesamt entstanden nur wenige Fahrzeuge.

## Fahrzeuge
Das einzige Modell war ein offener Runabout. Ein Vierzylindermotor trieb die Hinterachse an.